# Египетский математический кожаный свиток
Египетский математический кожаный свиток — древнеегипетский кожаный свиток размером 25×43 см, приобретённый Александром Генри Риндом в 1858 году. В 1864 году вместе с папирусом Ахмеса он попал в Британский музей, но до 1927 года не подвергался химическому воздействию и не разворачивался.
Текст написан справа налево иератикой периода Среднего царства и датируется XVII веком до н. э..

## Содержание
Кожаный свиток составлен для вычисления египетских дробей и содержит 26 сумм аликвотных дробей (то есть дробей с числителем 1), которые равны другой аликвотной дроби. Суммы перечислены в двух столбцах, в следующих двух столбцах содержатся точно такие же суммы.
| Столбец 1                                                                                         | Столбец 2                                                                        | Столбец 3                                                                                         | Столбец 4                                                        |
| ------------------------------------------------------------------------------------------------- | -------------------------------------------------------------------------------- | ------------------------------------------------------------------------------------------------- | ---------------------------------------------------------------- |
| {\displaystyle {\frac {1}{10}}+{\frac {1}{40}}={\frac {1}{8}}}                                    | {\displaystyle {\frac {1}{30}}+{\frac {1}{45}}+{\frac {1}{90}}={\frac {1}{15}}}  | {\displaystyle {\frac {1}{10}}+{\frac {1}{40}}={\frac {1}{8}}}                                    | {\displaystyle {\frac {1}{18}}+{\frac {1}{36}}={\frac {1}{12}}}  |
| {\displaystyle {\frac {1}{5}}+{\frac {1}{20}}={\frac {1}{4}}}                                     | {\displaystyle {\frac {1}{24}}+{\frac {1}{48}}={\frac {1}{16}}}                  | {\displaystyle {\frac {1}{5}}+{\frac {1}{20}}={\frac {1}{4}}}                                     | {\displaystyle {\frac {1}{21}}+{\frac {1}{42}}={\frac {1}{14}}}  |
| {\displaystyle {\frac {1}{4}}+{\frac {1}{12}}={\frac {1}{3}}}                                     | {\displaystyle {\frac {1}{18}}+{\frac {1}{36}}={\frac {1}{12}}}                  | {\displaystyle {\frac {1}{4}}+{\frac {1}{12}}={\frac {1}{3}}}                                     | {\displaystyle {\frac {1}{45}}+{\frac {1}{90}}={\frac {1}{30}}}  |
| {\displaystyle {\frac {1}{10}}+{\frac {1}{10}}={\frac {1}{5}}}                                    | {\displaystyle {\frac {1}{21}}+{\frac {1}{42}}={\frac {1}{14}}}                  | {\displaystyle {\frac {1}{10}}+{\frac {1}{10}}={\frac {1}{5}}}                                    | {\displaystyle {\frac {1}{30}}+{\frac {1}{60}}={\frac {1}{20}}}  |
| {\displaystyle {\frac {1}{6}}+{\frac {1}{6}}={\frac {1}{3}}}                                      | {\displaystyle {\frac {1}{45}}+{\frac {1}{90}}={\frac {1}{30}}}                  | {\displaystyle {\frac {1}{6}}+{\frac {1}{6}}={\frac {1}{3}}}                                      | {\displaystyle {\frac {1}{15}}+{\frac {1}{30}}={\frac {1}{10}}}  |
| {\displaystyle {\frac {1}{6}}+{\frac {1}{6}}+{\frac {1}{6}}={\frac {1}{2}}}                       | {\displaystyle {\frac {1}{30}}+{\frac {1}{60}}={\frac {1}{20}}}                  | {\displaystyle {\frac {1}{6}}+{\frac {1}{6}}+{\frac {1}{6}}={\frac {1}{2}}}                       | {\displaystyle {\frac {1}{48}}+{\frac {1}{96}}={\frac {1}{32}}}  |
| {\displaystyle {\frac {1}{3}}+{\frac {1}{3}}={\frac {2}{3}}}                                      | {\displaystyle {\frac {1}{15}}+{\frac {1}{30}}={\frac {1}{10}}}                  | {\displaystyle {\frac {1}{3}}+{\frac {1}{3}}={\frac {2}{3}}}                                      | {\displaystyle {\frac {1}{96}}+{\frac {1}{192}}={\frac {1}{64}}} |
| {\displaystyle {\frac {1}{25}}+{\frac {1}{15}}+{\frac {1}{75}}+{\frac {1}{200}}={\frac {1}{8}}}   | {\displaystyle {\frac {1}{48}}+{\frac {1}{96}}={\frac {1}{32}}}                  | {\displaystyle {\frac {1}{25}}+{\frac {1}{15}}+{\frac {1}{75}}+{\frac {1}{200}}={\frac {1}{8}}}   |                                                                  |
| {\displaystyle {\frac {1}{50}}+{\frac {1}{30}}+{\frac {1}{150}}+{\frac {1}{400}}={\frac {1}{16}}} | {\displaystyle {\frac {1}{96}}+{\frac {1}{192}}={\frac {1}{64}}}                 | {\displaystyle {\frac {1}{50}}+{\frac {1}{30}}+{\frac {1}{150}}+{\frac {1}{400}}={\frac {1}{16}}} |                                                                  |
| {\displaystyle {\frac {1}{25}}+{\frac {1}{50}}+{\frac {1}{150}}={\frac {1}{15}}}                  | {\displaystyle {\frac {1}{25}}+{\frac {1}{50}}+{\frac {1}{150}}={\frac {1}{6}}}  |                                                                                                   |                                                                  |
| {\displaystyle {\frac {1}{9}}+{\frac {1}{18}}={\frac {1}{6}}}                                     | {\displaystyle {\frac {1}{9}}+{\frac {1}{18}}={\frac {1}{6}}}                    |                                                                                                   |                                                                  |
| {\displaystyle {\frac {1}{7}}+{\frac {1}{14}}+{\frac {1}{28}}={\frac {1}{4}}}                     | {\displaystyle {\frac {1}{7}}+{\frac {1}{14}}+{\frac {1}{28}}={\frac {1}{4}}}    |                                                                                                   |                                                                  |
| {\displaystyle {\frac {1}{12}}+{\frac {1}{24}}={\frac {1}{8}}}                                    | {\displaystyle {\frac {1}{12}}+{\frac {1}{24}}={\frac {1}{8}}}                   |                                                                                                   |                                                                  |
| {\displaystyle {\frac {1}{14}}+{\frac {1}{21}}+{\frac {1}{42}}={\frac {1}{7}}}                    | {\displaystyle {\frac {1}{14}}+{\frac {1}{21}}+{\frac {1}{42}}={\frac {1}{7}}}   |                                                                                                   |                                                                  |
| {\displaystyle {\frac {1}{18}}+{\frac {1}{27}}+{\frac {1}{54}}={\frac {1}{9}}}                    | {\displaystyle {\frac {1}{18}}+{\frac {1}{27}}+{\frac {1}{54}}={\frac {1}{9}}}   |                                                                                                   |                                                                  |
| {\displaystyle {\frac {1}{22}}+{\frac {1}{33}}+{\frac {1}{66}}={\frac {1}{11}}}                   | {\displaystyle {\frac {1}{22}}+{\frac {1}{33}}+{\frac {1}{66}}={\frac {1}{11}}}  |                                                                                                   |                                                                  |
| {\displaystyle {\frac {1}{28}}+{\frac {1}{49}}+{\frac {1}{196}}={\frac {1}{13}}}                  | {\displaystyle {\frac {1}{28}}+{\frac {1}{49}}+{\frac {1}{196}}={\frac {1}{13}}} |                                                                                                   |                                                                  |
| {\displaystyle {\frac {1}{30}}+{\frac {1}{45}}+{\frac {1}{90}}={\frac {1}{15}}}                   |                                                                                  |                                                                                                   |                                                                  |
| {\displaystyle {\frac {1}{24}}+{\frac {1}{48}}={\frac {1}{16}}}                                   |                                                                                  |                                                                                                   |                                                                  |

Из 26 перечисленных сумм 10 — это числа Ока Гора: {\displaystyle {\frac {1}{2}}}, {\displaystyle {\frac {1}{4}}} (дважды), {\displaystyle {\frac {1}{8}}} (трижды), {\displaystyle {\frac {1}{16}}} (дважды), {\displaystyle {\frac {1}{32}}}, {\displaystyle {\frac {1}{64}}}, преобразованные из египетских дробей. Есть ещё семь сумм, в которых чётные знаменатели пересчитаны из египетских дробей: {\displaystyle {\frac {1}{6}}} (указано дважды, но единожды неверно), {\displaystyle {\frac {1}{10}}}, {\displaystyle {\frac {1}{12}}}, {\displaystyle {\frac {1}{14}}}, {\displaystyle {\frac {1}{20}}} и {\displaystyle {\frac {1}{30}}}. Например, три преобразования {\displaystyle {\frac {1}{8}}} следовали за одним или двумя масштабными множителями, как альтернативой:
1. {\displaystyle {\frac {1}{8}}\times {\frac {3}{3}}={\frac {3}{24}}={\frac {2+1}{24}}={\frac {1}{12}}+{\frac {1}{24}}}
2. {\displaystyle {\frac {1}{8}}\times {\frac {5}{5}}={\frac {5}{40}}={\frac {4+1}{40}}={\frac {1}{10}}+{\frac {1}{40}}}
3. {\displaystyle {\frac {1}{8}}\times {\frac {25}{25}}={\frac {25}{200}}={\frac {8+17}{200}}={\frac {1}{25}}+({\frac {17}{200}}\times {\frac {6}{6}})={\frac {1}{25}}+{\frac {102}{1200}}={\frac {1}{25}}+{\frac {80+16+6}{1200}}={\frac {1}{25}}+{\frac {1}{15}}+{\frac {1}{75}}+{\frac {1}{200}}}

Наконец, 9 сумм с нечётными знаменателями переведены из египетских дробей: {\displaystyle {\frac {2}{3}}}, {\displaystyle {\frac {1}{3}}} (дважды), {\displaystyle {\frac {1}{5}}}, {\displaystyle {\frac {1}{7}}}, {\displaystyle {\frac {1}{9}}}, {\displaystyle {\frac {1}{11}}}, {\displaystyle {\frac {1}{13}}} и {\displaystyle {\frac {1}{15}}}.
Эксперты Британского музея не нашли ни введения, ни описания того, как и почему были рассчитаны серии эквивалентных долей. Эквивалентные дроби связаны с {\displaystyle {\frac {1}{3}}}, {\displaystyle {\frac {1}{4}}}, {\displaystyle {\frac {1}{8}}} и {\displaystyle {\frac {1}{16}}}. Произошла ошибка, связанная с последней {\displaystyle {\frac {1}{15}}} серией дробей. Серия {\displaystyle {\frac {1}{15}}} названа равной {\displaystyle {\frac {1}{6}}}. Другая серьёзная ошибка связана с {\displaystyle {\frac {1}{13}}}, которую эксперты 1927 года не попытались решить.

## Современный анализ
Оригинальные математические тексты никогда не объясняют, откуда берутся вычисления и формулы. То же касается и кожаного свитка. Учёные предположили, что методы древних египтян, возможно, использовались для построения таблицы дробей в свитке, Папирусе Ахмеса и Математическом папирусе из Лахуна. Оба типа таблиц использовались, чтобы помочь при вычислениях дробей и составления единиц измерения.
В кожаном свитке имеются группы схожих дробей. Например, строки 5 и 6 легко объединяются в уравнение {\displaystyle {\frac {1}{3}}+{\frac {1}{6}}={\frac {1}{2}}}. Легко вывести строки 11, 13, 24, 20, 21, 19, 23, 22, 25 и 26, разделив это уравнение на 3, 4, 5, 6, 7, 8, 10, 15, 16 и 32 соответственно.
Некоторые проблемы поддаются решению с помощью алгоритма, который включает умножение числителя и знаменателя на один и тот же член, а затем дальнейшее деление полученного уравнения:
{\displaystyle {\frac {1}{pq}}={\frac {1}{N}}\times {\frac {N}{pq}}}
Этот метод приводит к решению дроби {\displaystyle {\frac {1}{8}}} из свитка, где N = 25 (с использованием современных математических обозначений):
{\displaystyle {\frac {1}{8}}={\frac {1}{25}}\times {\frac {25}{8}}={\frac {1}{5}}\times {\frac {25}{40}}={\frac {1}{5}}\times \left({\frac {3}{5}}+{\frac {1}{40}}\right)={\frac {1}{5}}\times \left({\frac {1}{5}}+{\frac {2}{5}}+{\frac {1}{40}}\right)={\frac {1}{5}}\times \left({\frac {1}{5}}+{\frac {1}{3}}+{\frac {1}{15}}+{\frac {1}{40}}\right)={\frac {1}{25}}+{\frac {1}{15}}+{\frac {1}{75}}+{\frac {1}{200}}}
С момента прочтения свитка в 1927 году он расценивается как обучающее пособие писцам. Писец тренировался в преобразовании рациональных чисел 1/p и 1/pq в равные дроби.

## Хронология
Следующая хронология показывает несколько этапов, которые ознаменовали недавний прогресс в познании расчётов свитка, связанного с таблицей 2/n Математического папируса Ринда.
- 1895 — Гульч предположил, что все серии 2/p папируса закодированы кратными частями[6].
- 1927 — Гланвилл[англ.] пришёл к выводу, что арифметика кожаного свитка сводилась к сложению[7].
- 1929 — по мнению Фогеля[нем.], кожаный свиток важнее папируса Ринда, несмотря на то, что содержит лишь 25 рядов дробей[8].
- 1950 — Брёйнс[нем.] независимо подтверждает выводы Гульча[9].
- 1972 — Джиллингс нашёл решение наиболее простой проблемы папируса Ринда — серия 2/pq[10].
- 1982 — Кнорр[англ.] идентифицирует дроби папируса Ринда 2/35, 2/91 и 2/95 как исключения из 2/pq[11].
- 2002 — Гарднер выделяет пять отдельных структур свитка[5].